# آلمانسا
آلمانسا دهستانی در استان آلباسته اسپانیا است.
در این دهستان ۲۴۹۷۴ نفر زندگی می‌کنند. مساحت این دهستان ۵۳۱٫۹۰ کیلومتر مربع است.